# José Reinaldo de Lima
José Reinaldo de Lima (* 11. Januar 1957 in Ponte Nova), bekannt unter seinem Künstlernamen Reinaldo, ist ein ehemaliger brasilianischer Fußballspieler.

## Karriere
Reinaldo spielte dreißig Spiele zwischen Juli 1975 und Mai 1985 für Brasilien und schoss elf Tore. Der Stürmer nahm an der Fußball-Weltmeisterschaft 1978 in Argentinien teil und traf dort gegen Schweden. Er traf bei einem Qualifikationsspiel für die Fußball-Weltmeisterschaft 1982 in Spanien, nahm an diesem Turnier aufgrund einer Verletzung aber nicht teil.

## Rekorde
Reinaldo spielte u. a. für den Club Atlético Mineiro und hält mit 255 Toren immer noch den Clubrekord. In der Saison 1977 der ersten brasilianischen Liga schaffte er mit einem Schnitt von 1,55 Toren pro Spiel einen Rekord für diese Liga. Er gewann die Staatsmeisterschaft von Minas Gerais achtmal.

## Erfolge
Atlético Mineiro
- Staatspokal von Minas Gerais: 1975, 1976, 1979
- Campeonato Mineiro: 1978, 1979, 1980, 1981, 1982, 1983
- Tournoi de Paris: 1982
- Amsterdam Tournament: 1984

Auszeichnungen
- Brasilianischer Torschützenkönig: 1977
- Bola de Prata: 1977